# Os Serranos
Os Serranos fue una serie portuguesa emitida por TVI Internacional entre el 5 de junio de 2005 y el 25 de junio de 2006.
El último episodio de la serie se emitió el 25 de junio de 2006.
Fue una adaptación de la serie original emitida en España por Telecinco, Los Serrano, a través de la productora Globomedia.

## Argumento
Dos antiguos amantes se reencuentran muchos años después y deciden casarse. Pero tanto ellos como sus vidas han dado un giro radical... António Serrano y Sara Lagoa eran adolescentes, pero se separaron cuando ella se fue a estudiar a Coímbra y él se quedó en Lisboa. António se casó, continuó viviendo la misma vida de un ciudadano de clase media, donde la gimnasia económica es una práctica diaria, y tuvo tres hijos: Marco, Sérgio y Dudu. Al enviudar, asumió la responsabilidad de criar a los niños en solitario, transmitiéndoles todo tipo de valores machistas, donde el cariño se disimula para no afectar su masculinidad.
Sara se graduó en Coímbra y dio clases durante un tiempo, pero dejó de trabajar al casarse con un acaudalado empresario que le brindó una vida llena de lujo y frivolidad. Del matrimonio nacieron dos hijas, Inês y Eva, quienes siempre vieron a Sara más como una amiga y confidente que como una madre. Harta de una vida vacía y sin metas, Sara terminó divorciándose y cuidando de sus hijas.
En un viaje a Lisboa para visitar a su madre, Sara se reencuentra con António y su antigua pasión se reaviva. Deciden casarse rápidamente como si quisieran compensar los años transcurridos desde que su relación terminó... Pero tras la boda, António y Sara se enfrentarán a los problemas típicos de una familia numerosa que vive en una casa de barrio estrecha. Y el choque de culturas, educación y principios de vida entre los miembros de la nueva familia es evidente, donde las pasiones y rivalidades entre chicos y chicas que nunca se habían visto no se evitaron y, de repente, se ven obligados a vivir juntos como hermanos. Es mucho peor si hay un tío, una suegra y un par de amigos que opinan sobre todo y nada, y meten las narices donde no les conviene.
António y Sara deben usar todo su amor, cariño, comprensión y complicidad para superar los obstáculos triviales de la vida cotidiana y unir a dos antiguas familias separadas en una sola. Poco a poco, la nueva familia Serrano se da cuenta de que, después de todo, es tan fácil ser feliz...

## Reparto
- Afonso Vilela - Afonso Menezes
- Catarina Goncalves - Laura
- Cristóbal Campos - Miguel Pires
- David Henriques - Sergio Serrano
- Dina Félix da Costa - Raquel
- Francisco Sarmento - Nuno Ribeiro (ruso)
- Inés Gonçalves - Eva Lagoa
- Inés Cruz - Celeste Sequeira
- Juan el Bautista - Marco Serrano
- John Crawford - Eduardo Serrano (Dudu)
- John Didelet - Francisco Serrano (Chico)
- José Neves - Psicólogo
- Sandra Master (Pequeña Pelota)
- Antonio Serrano - Antonio Serrano
- Paulo Silva - Chuky
- Pedro Alves - David Mestre (Globo)
- Pedro Laguinha - Joaquim Dias (Quinito)
- Ricardo Xavier - Eusebio Rodrigues (Pantera)
- Rita Lello - Sara Lagoa
- Rui Paulo - Amadeu Pires
- Sandra Faleiro - Lucía Pires
- Silvia Balancho - Matilde
- Teresa Tavares - Inés Lagoa
- Participaciones especiales
  - Cristina Cavalinhos - Enfermera
  - Joana Duarte - María
  - Luis Esparteiro

## Audiencia en Portugal
El episodio de estreno registró una audiencia promedio de 14.3% (mejor programa del día) y un 42.1% de share, habiendo sido visto por un total de 3.500.000 espectadores que observaron una media de 26 minutos de la duración del evento.
Desde su estreno hasta el 27 de noviembre de 2005 , los 23 episodios emitidos hasta entonces registraron una audiencia media del 10,4% y un 35,6% de share, siendo el mejor episodio su estreno y el peor, alcanzado el 24 de septiembre, con una audiencia media del 6,3% y un 30,1% de share.
El último episodio se emitió el 25 de junio de 2006.